# Verschollen in der City
Verschollen in der City ist eine südkoreanische Liebes-Komödie des Regisseurs Lee Hey-jun aus dem Jahr 2009. Sie handelt von einem Mann, der Selbstmord begehen will, jedoch auf der Insel Bamseom im Han-Fluss strandet.

## Handlung
Kim Seung-geun hat über 200 Millionen Won schulden und wurde von seiner Freundin verlassen. Deshalb entschließt er sich dazu, sich durch einen Sprung von einer Brücke das Leben zu nehmen. Stattdessen strandet er jedoch auf einer unbewohnten Insel inmitten des Han-Flusses in Seoul. Da er nicht schwimmen kann, findet er keinen Weg, die Insel zu verlassen und arrangiert sich mit seinem Leben auf der Insel. Keiner bemerkt ihn, bis eines Tages die junge Frau Kim Jung-yeon auf ihn aufmerksam wird. Diese hat seit drei Jahren ihr Zimmer nicht mehr verlassen und verbringt ihr Leben im Internet während ihre Mutter ihr Essen bringt. Zweimal im Jahr, anlässlich der Luftschutzübung, fotografiert Kim tagsüber die verlassenen Straßen der Stadt. Dieses Mal erspäht sie durch ihr Teleobjektiv den Mann auf der Insel Bam. Sie hält ihn zunächst für einen Außerirdischen und beobachtet ihn täglich. So vernachlässigt sie auch das Internet. Der Mann hat an den Strand der Insel in großen Buchstaben HELP geschrieben. Eines Tages ändert er es in HELLO. Daraufhin entschließt sie sich, ihm einen Brief per Flaschenpost zu schicken und verlässt so auch ihr Zimmer. In dem Brief, den der Mann erst nach über drei Monaten findet, schreibt sie ebenfalls HELLO. So beginnt ein Gespräch über den Fluss hinweg, während dessen die junge Frau nach und nach ihre Ängste überwindet.
Jedoch fragt der Mann eines Tages, wer die junge Frau sei. Sie druckt ein Bild einer anderen Frau aus dem Internet aus und will auch dieses in der Flasche von der Brücke werfen. Jedoch entschließt sie sich kurz davor, es doch nicht zu tun. Der Mann sucht die Insel verzweifelt nach der Flasche ab, aber kann nichts finden. In diesen Moment tauchen Leute auf, die die Insel aufräumen wollen und nehmen den Mann fest. Kim Jung-yeon, die alles beobachtet hat, rennt los, um ihn zu treffen, jedoch verpasst sie ihn knapp, als er in einen Bus steigt, um zum 63 Building zu fahren, um sich dort das Leben zu nehmen. Doch nach einem halben Jahr finden nun auch wieder Luftschutzübungen statt und so bietet ihr sich die Gelegenheit, den Bus noch einzuholen, indem sie ihn mit „My name is… Kim Jung-yeon. Who are you?“ begrüßt.

## Hintergrund
Der Film greift einige gesellschaftliche Probleme der südkoreanischen Mittelschicht auf. So ist der Suizidversuch des Protagonisten keine Besonderheit in seinem Heimatland, da die Selbstmordrate in Südkorea extrem hoch ist. Die Verzweiflung beider Hauptcharaktere sowie die soziale Isolation von Kim Jung-yeon spiegeln ebenfalls ein Phänomen wieder, das sich in diesem Zusammenhang häufiger bei der koreanischen Bevölkerung zeigt: Arbeitsstress durch hohen Leistungsdruck, das Versiegen zwischenmenschlicher Werte und Versagensängste rufen bei vielen Menschen einen Eskapismus hervor, der bei Kim Jung-yeon in ihrem Zimmer und bei Kim Seung-geun auf der Insel Bam im Han-Fluss endet und zu Hoffnungslosigkeit und Verschlossenheit führt. Diese Ängste präsentieren die Hauptcharaktere jeweils in einer Rückblende, in der die Ursachen für diese erläutert werden.